# Wolfgang Rösch

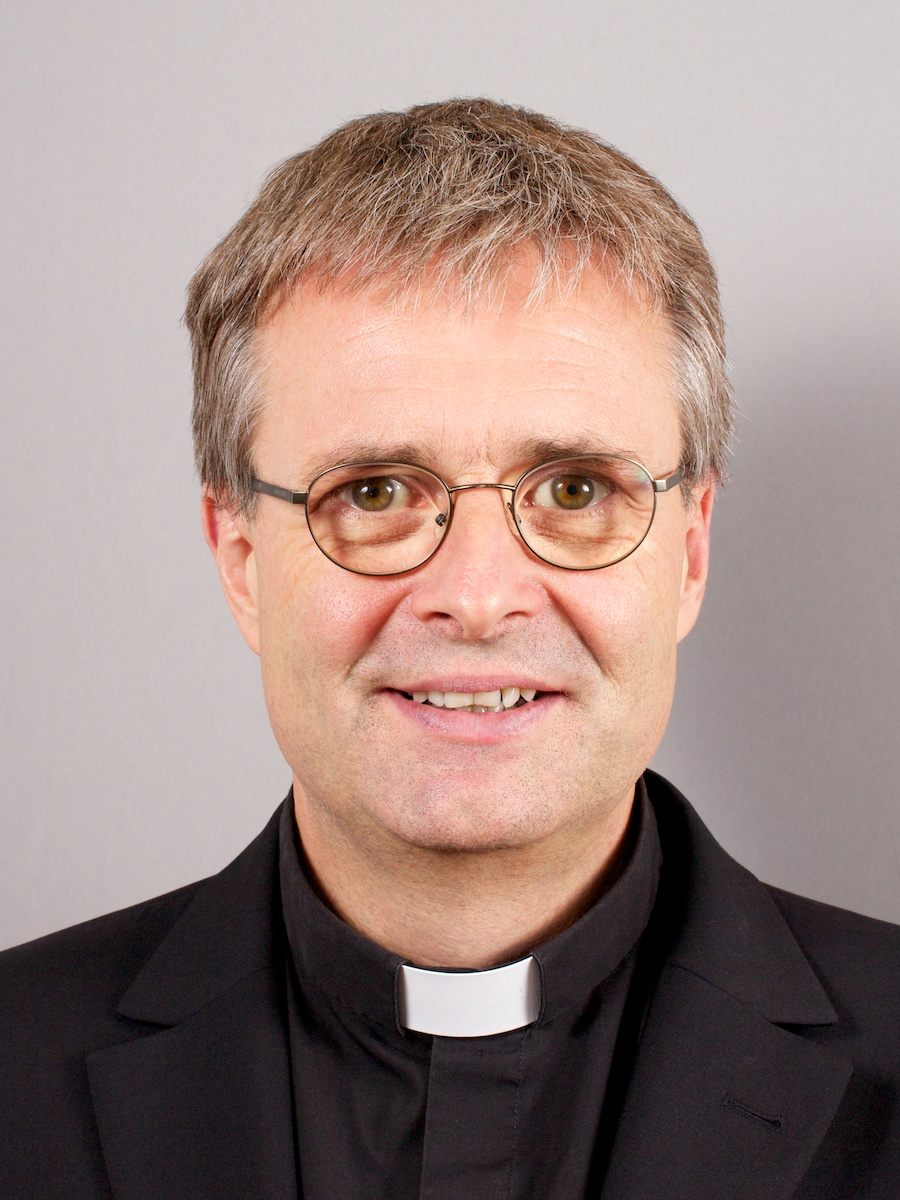
Wolfgang Rösch (2012)

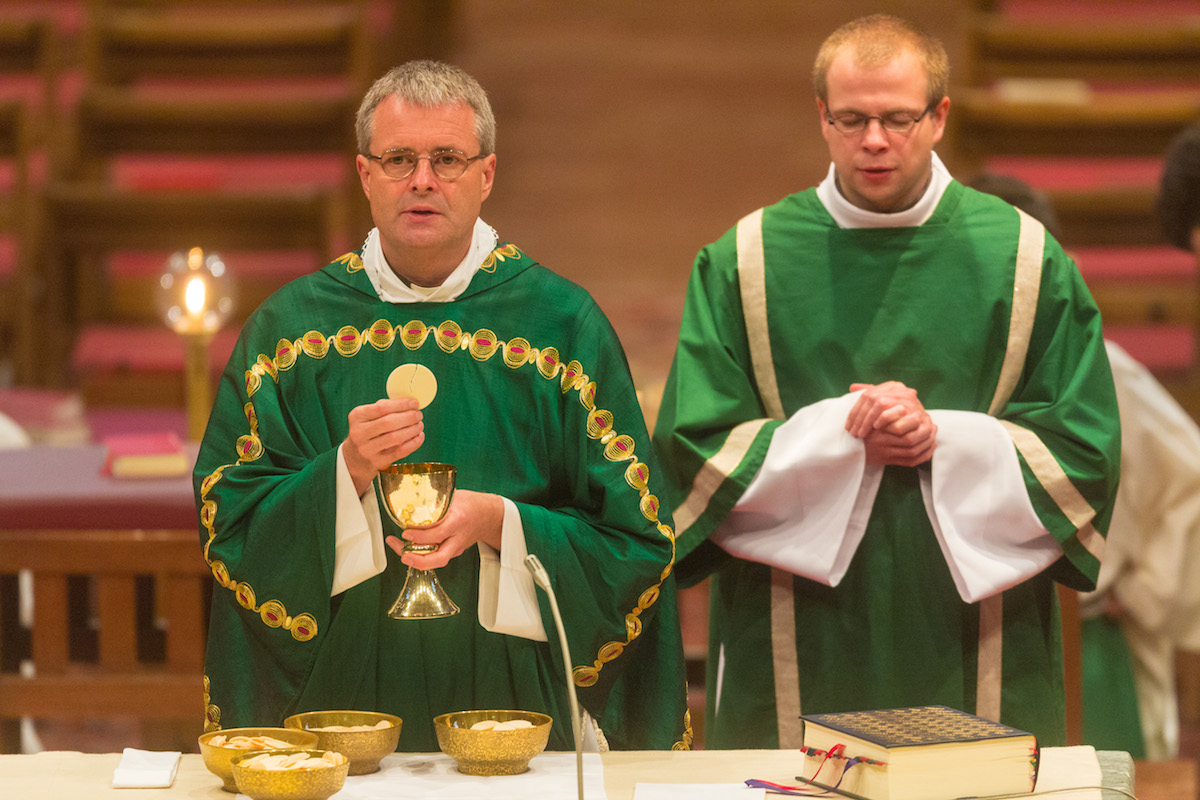
Stadtdekan Rösch (links) bei der Feier einer Messe in St. Bonifatius Wiesbaden am 27. Oktober 2013

Wolfgang Rösch (* 25. August 1959 in Wiesbaden) ist ein deutscher katholischer Priester und war von 2013 bis 2023 Generalvikar des Bistums Limburg.

## Leben
Rösch wuchs in Erbach im Rheingau als einer von vier Brüdern auf. Er absolvierte zunächst ein Maschinenbau-Studium an der Technischen Universität Darmstadt, ehe er an der Philosophisch-Theologischen Hochschule Sankt Georgen in Frankfurt am Main und an der Päpstlichen Universität Gregoriana in Rom Theologie studierte. Er war Alumne des Collegium Germanicum und wurde im Jahr 1990 in Rom durch Bischof Karl Lehmann zum Priester geweiht.
Zunächst war er als Kaplan und Pfarrer in der Seelsorge in Wetzlar, Hadamar und Offheim tätig und leitete die Diözesanstelle Berufe der Kirche des Bistums Limburg. Im Jahr 1997 wurde er als Nachfolger von Thomas Löhr Regens des Limburger Priesterseminars. Im Jahr 2003 ernannte ihn der damalige Limburger Bischof Franz Kamphaus zum Pfarrer in Königstein und Kronberg im Taunus.
Von 2010 bis 2013 war Wolfgang Rösch katholischer Stadtdekan von Wiesbaden und zugleich Pfarrer aller acht katholischen Kirchengemeinden in der Wiesbadener Innenstadt, die im Januar 2012 zur Großpfarrei St. Bonifatius fusionierten. Damit entstand die erste „Pfarrei neuen Typs“ auf dem Territorium des Bistums Limburg. Zugleich war er Vorsitzender des Caritasverbandes Wiesbaden.
Am 2. Oktober 2013 gab das Bistum Limburg bekannt, dass Rösch zum 1. Januar 2014 Nachfolger des Generalvikars Franz Josef Kaspar werden solle. Am 23. Oktober 2013 gab der Heilige Stuhl die Ernennung bereits zu diesem Tag bekannt. Zudem werde Rösch während der durch die aktuellen Umstände im Bistum bedingten Abwesenheit von Bischof Franz-Peter Tebartz-van Elst die Diözese verwalten. Im Hintergrund stand die öffentliche Auseinandersetzung um Person und Amtsführung des Bischofs.
Am 12. Januar 2014 wurde Rösch als Stadtdekan in Wiesbaden verabschiedet.
Mit dem durch Papst Franziskus am 26. März 2014 angenommenen Amtsverzicht des Limburger Bischofs Franz-Peter Tebartz-van Elst erlosch zugleich Röschs Amt als Generalvikar (481, § 1  CIC), jedoch ernannte der von Rom eingesetzte Apostolische Administrator Manfred Grothe Rösch zu seinem ständigen Vertreter. Am 28. Januar 2015 erfolgte seine Ernennung zum Domkapitular.
Auch der neue Limburger Bischof Georg Bätzing ernannte Wolfgang Rösch am 18. September 2016 zu seinem Generalvikar.
Im April 2023 trat Wolfgang Rösch als Generalvikar zurück, da er Fehler bei der Bearbeitung von Vorwürfen des sexuellen Missbrauchs gegen den ehemaligen Regens des Priesterseminars, Christof May, gemacht habe und dafür die Verantwortung übernehme, wie er am 25. April 2023 mitteilte. So habe er Bischof Bätzing nicht über die Vorwürfe gegen May informiert, die ihm bereits seit 2015 bekannt gewesen seien. Christof May nahm sich 2022 das Leben, nachdem er mit den Vorwürfen konfrontiert worden war. Nachfolger Röschs als Generalvikar wird Domdekan Wolfgang Pax, der Leiter des Kommissariat der katholischen Bischöfe in Hessen.